# Estació del Nord (Mollerussa)
LEstació del Nord és un monument del municipi de Mollerussa (Pla d'Urgell) inclòs en l'Inventari del Patrimoni Arquitectònic de Catalunya.

## Descripció
Es tracta d'un edifici de mercaderies de l'antiga estació del Nord. La seva estructura és formada per un frontis a doble vessant, al primer nivell del qual es disposa una porta de notables proporcions. Damunt d'aquesta hi ha una obertura en forma d'arc mitraic, és travessada per un entramat de ferro. La teulada metàl·lica segueix el vessant del frontís prolongant-se per un cantó per fer d'aixopluc, prolongació que trenca la simetria de l'edifici. Les parets laterals consten de dos nivells, un primer que, fet amb maó, supera l'altura de les portes, i un segon que està format per una estructura entramada de ferro que dona llum i ventilació a l'espai interior. Amb aquest segon nivell l'edifici es fica de ple dins la línia de tota l'arquitectura fèrria, imposar el ferri al mur exterior i complir amb la seva funcionalitat.

## Història
Aquest edifici formà part de l'Estació del Nord de Mollerussa, inaugurada el 1854. D'aquí arrancava la línia Mollerussa-Balaguer (actualment desapareguda) per on es transportaven bàsicament mercaderies: remolatxa, farratges, alfals, etc.